# Cold Hearts and Hot Flames
Cold Hearts and Hot Flames è un cortometraggio muto del 1916 diretto da John G. Blystone.

## Produzione
Il film fu prodotto dalla The L-KO Kompany.

## Distribuzione
Distribuito dall'Universal Film Manufacturing Company, il film - un cortometraggio in due bobine - uscì in sala negli Stati Uniti il 20 settembre 1916.